# 鄭俊彥
鄭俊彥（？—？）字傑卿，直隷省趙州寧晋县人，中华民國軍事將領。

## 生平
鄭俊彥毕业于保定陸軍学堂。最初为皖系盧永祥的部属，後投靠直系孫传芳。1924年（民国13年）10月，任陸軍第10師師長。民国14年（1925年）11月，任五省聯軍第14師師長。1926年（民国15年）10月，升任五省聯軍贛軍總司令。
1927年（民国16年），任安国軍第1方面軍團副總司令、第2軍軍長兼第10師師長。1928年（民国17年）6月，被中国国民党的北伐軍击敗而下野。此後，投向山西省的閻錫山，被任命为国民革命军第三集团軍第5軍团軍团長。1929年（民国18年）裁军後，改任第3旅第47師師長，不久辞任。
此后，鄭俊彦的生平不詳。